# Křižáci (Sienkiewicz)
Křižáci (polský originál Krzyżacy [kšyžacy]) je historický román od polského nositele Nobelovy ceny za literaturu Henryka Sienkiewicze. Části románu vycházely nejprve časopisecky na pokračování v letech 1897-1899 a v roce 1900 byl román kompletně vydán knižně. V  češtině vyšel knižně první díl už roku 1898, tedy ještě před dokončením díla. V době vydání byla kniha protestem proti germanizaci prováděné úřady v pruské části rozděleného Polska. Sienkiewicz psal Křižáky především proto, aby Poláky posílil na duchu.
Podle knihy natočil roku 1960 polský režisér Aleksander Ford stejnojmenný film.

## Děj
Děj velmi čtivé knihy se odehrává na přelomu 14. a 15. století. Rytíř Matěj z Bohdance a jeho synovec Zbyšek se vrací z války v Litvě, aby se usadili na rodovém panství. Po cestě narazí na kněžnu Annu Danutu, manželku mazovského knížete Januše, a Zbyšek se zamiluje do dívky z jejího dvora Danušky, dcery slavného bojovníka proti Němcům Juranda ze Spychova. Zbyšek se zaváže získat paví pera z přileb německých rytířů a složit je k Danuščiným nohám, na co málem doplatí, když napadne velvyslance řádu Německých rytířů.
Za to jej odsoudí král Vladislav II. Jagello v Krakově k trestu smrti, z čehož jej vysvobodí Danuška slibem, že si jej vezme za muže. S tím ovšem nesouhlasí její otec Jurand, a odváží si ji domů. Matěj se Zbyškem se pak konečně vracejí do Bohdance, aby jej postavili na nohy. V Bohdanci se do Zbyška zamiluje dcera jejich souseda Jagienka. On však myslí na Danušku a spolu s Jagienčiným sluhou, českým zemanem Hlavou, se vydá do Mazovska splnit svou přísahu a bít se s německými rytíři.
Po cestě na knížecí dvůr se setká s knížecími hosty, řádovými bratry Gotfriedem, Rotgierem a hostem řádu panem de Lorche, kterého vyzve na souboj. K souboji ale nakonec nedojde, neboť Zbyšek a de Lorche zachrání při lovu kněžnu, za což oba získají rytířské ostruhy, a stanou se přáteli.
Na knížecím dvoře se zároveň štítnenský (Szczytno) purkrabí Danveld a rychtář z Jansborku de Löwe spolu s oběma bratry dozví o tom, že Jurand zajal významné německé šlechtice, a vymyslí plán, jak se Juranda zbavit. Unesou Danušku, která se mezitím stala Zbyškovou ženou, a Juranda vylákají na štítenský hrad. Když Jurand zjistí, že byl podveden, zabije Danvelda a bratra Gotfrieda. Nakonec je ale přemožen, oslepen a je mu vyřezán jazyk a useknuta ruka.
Zbyšek nejprve v souboji zabije Rotgiera a pak se vydá Danušku hledat na území řádu. Matěj s Jagienkou se vydají za ním a naleznou oslepeného Juranda. Doprovodí jej na jeho panství, kde se dozví, že Zbyšek po přijetí u velmistra řádu (Konráda von Jungingen) odjel do Litvy bojovat proti Němcům.

Bitva u Grunwaldu, obraz od Jana Matejky.

Zatímco se Jagienka stará o Juranda, Matěj se vydá za Zbyškem. Při jednom útoku se dozví o panu de Löwe a Danušku mu vyrvou ze spárů, ale jsou hned potom zajati německými šlechtici. Zbyšek se vydá s nemocnou Danuškou na panství jejího otce, ona však po cestě umírá. Šlechtic Jurand umírá o několik dnů později poté, co udělí milost panu de Löwe, který neunese vinu a oběsí se. Po složení výkupného německým šlechticům se vrací Matěj se Zbyškem na rodové panství, kde si Zbyšek pomalu hledá cestu k Jagience. Nakonec si ji vezme za manželku a žijí po několik let spokojeně v Bohdanci.
Román vrcholí bitvou u Grunwaldu (15. července 1410), jednou z největších bitev středověku, kde Matěj se Zbyškem bojují po boku polského krále Vladislava II. Jagella a litevského knížete Vytautase, jejichž vojska porážejí na hlavu vojsko velmistra řádu Ulricha von Jungingen. Bitvu Sienkiewicz popisoval na základě kroniky Jana Długosze (1415–1480).

## První české vydání
Henryk Sienkiewicz, Křižáci. Překlad Jan Josef Langner. Sv. 1-8 15. ročníku edice Přítel domoviny. Praha: Eduard Beaufort 1898. Toto první knižní vydání prvního dílu Křižáků vycházelo současně s polským originálem (který ovšem vycházel na pokračování pouze časopisecky), a to za souhlasu spisovatelova. (Polsky vyšli Křižáci knižně až roku 1900). Oba díly pak vyšly česky roku 1903. Křižáci byli také první českou knihou, která byla sázena na sázecím stroji typograf. 

## Dílo online
- SIENKIEWICZ, Henryk. Křižáci. Překlad Augustin Spáčil; ilustrace Věnceslav Černý. Praha: Kvasnička & Hampl, 1926. 324 s. Dostupné online.